# Equiterapeut
En equiterapeut behandler heste (equ-, eque-, equi- er den latinske betegnelse for hest), med anvendelse af kiropraktik, fysioterapi og massage.
Uddannelsen til equiterapeut kan foregå på SvenskHästTerapeutUtbildning (HTU AB), som har en 2-årig uddannelse i Sverige. I øvrigt er uddannelsen kun kendt udenfor Danmarks grænser (Norge, Sverige, Tyskland og Holland).

## Eksterne links
- htuab.se Arkiveret 21. oktober 2020 hos  Wayback Machine

| Job | Spire Denne artikel om et job eller en stillingsbetegnelse er en spire som bør udbygges. Du er velkommen til at hjælpe Wikipedia ved at udvide den. |